# Český statistický úřad
Český statistický úřad (ČSÚ) je ústřední orgán státní správy České republiky. Byl zřízen dne 8. ledna 1969 zákonem č. 2/1969 Sb., o zřízení ministerstev a jiných ústředních orgánů státní správy. Působnost ČSÚ je vymezena zákonem č. 89/1995 Sb., o státní statistické službě. Jako hlavní orgán státní statistické služby také koordinuje sběr a zpracování statistických údajů, které provádějí jednotlivá ministerstva.
V souladu se zákonem postavení ČSÚ, jeho hlavní úkoly, organizaci, hospodaření a vztah k veřejnosti, k ostatním orgánům státní správy a územní samosprávy upravuje Statut Českého statistického úřadu schválený usnesením vlády České republiky číslo 1160 ze dne 7. listopadu 2001.
ČSÚ hospodaří jako organizační složka státu (dříve rozpočtová organizace), ústředí úřadu sídlí v Praze, v jednotlivých krajích působí regionální pracoviště.

## Činnost
Český statistický úřad zabezpečuje získávání a zpracování údajů pro statistické účely a poskytuje statistické informace státním orgánům, orgánům územní samosprávy, veřejnosti a do zahraničí. Zajišťuje vzájemnou srovnatelnost statistických informací ve vnitrostátním i mezinárodním měřítku.
K tomu stanoví metodiku statistických zjišťování včetně programu statistických zjišťování. Uvedený program přesně vymezuje působnost ČSÚ a dalších rezortů, v jejichž náplni je rovněž statistické zjišťování. Do státního statistického systému lze zařadit nejen výsledky statistických zjišťování, nýbrž i administrativní údaje, které jsou významným zdrojem statistických informací.
Nedílnou součástí statistického systému je statistický metainformační systém, který díky unikátnímu popisu ukazatelů přesně definuje jednotlivé ukazatele používané a využívané ve statistice. Metainformace jsou standardním prvkem všech údajů zveřejněných ve veřejné databázi ČSÚ.
ČSÚ zajišťuje zpracování i zveřejňování údajů, sestavuje souhrnné statistické charakteristiky vývoje národního hospodářství, zpracovává analýzy, zpracovává projekce demografického vývoje, provádí konjunkturální průzkumy. Sleduje dodržování povinností v oblasti státní statistické služby, vytváří a spravuje statistické klasifikace, statistické číselníky a statistické registry a poskytuje z nich informace, poskytuje statistické informace do zahraničí, spolupracuje s mezinárodními organizacemi, podílí se na tvorbě statistiky Evropských společenství.
ČSÚ vykonává státní správu na úseku zpracování výsledků voleb do zastupitelstev územních samosprávných celků, Parlamentu České republiky a do Evropského parlamentu konaných na území České republiky a zpracování výsledků celostátního referenda v rozsahu stanoveném zvláštními právními předpisy. Výsledky voleb jsou on-line zveřejňovány na www.volby.cz.
Jednou za 10 let provádí Sčítání lidu, domů a bytů, jehož výsledky jsou bohatým zdrojem informací o obyvatelstvu. Sčítání probíhá každých deset let, poslední zcela ukončené sčítání v roce 2021.
Jedním z mnoha zdrojů dat ČSÚ jsou pravidelná výběrová šetření u domácností. V průběhu celého roku navštěvují tazatelé ČSÚ tisíce náhodně vybraných domácností po celé zemi, mluví s jejich členy, vyplňují s nimi dotazníky a získávají od nich důležité informace. Výsledkem jsou souhrnná statistická data o životní situaci obyvatel, která nelze jiným způsobem získat. Nasbírané údaje pomáhají například měřit zaměstnanost a nezaměstnanost, poskytují odhad o pracovní síle, využívání digitálních technologií, zdraví našich spoluobčanů, životním stylu a účasti dospělých na vzdělávání. 
Český statistický úřad dále shromažďuje zahraniční statistické informace, zejména pro účely porovnání úrovně sociálního, ekonomického, demografického a ekologického vývoje státu se zahraničím.

## Publikace výsledků a statistik

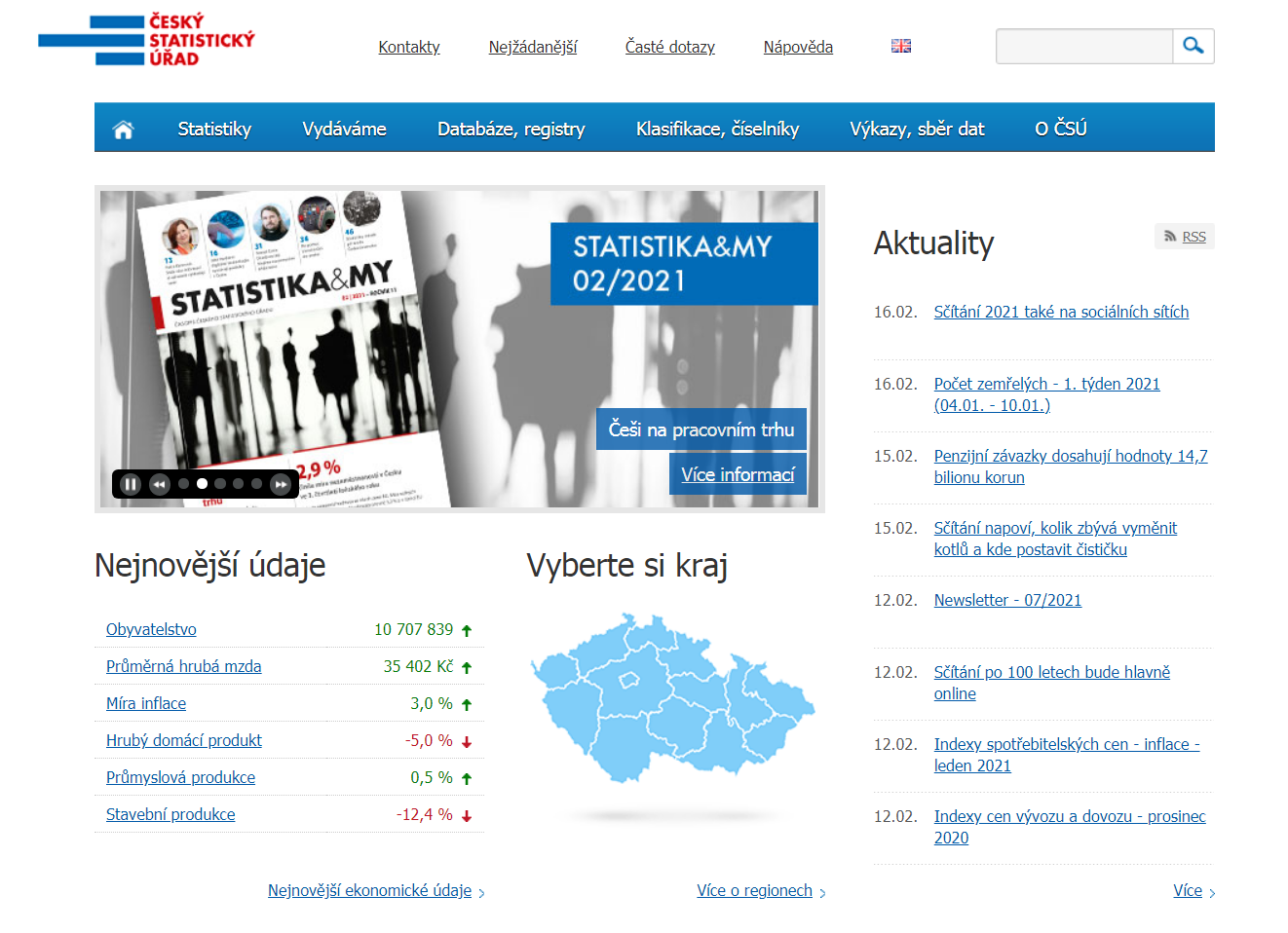
Web Českého statistického úřadu

Získané informace i výsledky porovnání poskytuje státním orgánům i veřejnosti. Veškerá data a informace jsou zdarma dostupné na csu.gov.cz. Nejnovější údaje o ekonomickém i sociálním vývoji ČR se zveřejňují formou tzv. Rychlých informací. Dále pak na svých stránkách zveřejňuje analýzy, on-line publikace, datové sady, časové řady, tiskové zprávy a jiné informace. Informace Českého statistického úřadu nalezneme i v evropské databázi Eurostat.

#### Katalog produktů
Český statistický úřad  každý rok vydává katalog produktů, který obsahuje přehledný a úplný seznam všech statistických výstupů ČSÚ pro každý kalendářní rok. Kromě publikací jsou zde všechny časové řady, revize, analýzy, Rychlé informace a datové sady. Stále významnější roli hrají otevřená data, která jsou uživatelům bezplatně poskytována ve formátu umožňujícím následné strojové zpracování (ČSÚ patří k významným a respektovaným hráčům v rámci ČR). Při tvorbě Katalogu produktů se vychází vedle legislativních požadavků z odhadů budoucího zájmu uživatelů na základě zpracovaných průzkumů, konkrétních požadavků uživatelů, účelnosti a nezbytné hospodárnosti.

#### Ročenky
Nedílnou součástí publikací jsou statistické ročenky. ČSÚ vydává Statistickou ročenku České republiky, ve které lze najít aktualizované informace o České republice jako celku. Pravidelně jsou vydávány i ročenky jednotlivých krajů České republiky.

#### Časopisy
Český statistický úřad vydává časopis Statistika a My, ve kterém jsou populárně-naučnou formou zveřejňovány výsledky a statistiky české i zahraniční. Časopis obsahuje i rozhovory. 
Dále vydává odborné časopisy Statistika:Statistics and Economy Journal v anglickém jazyce a Demografie, revue pro výzkum populačního vývoje.

#### Sociální sítě
Úřad aktivně působí na sociálních sítích. Oficiální účet "czstatistika" najdete na sítích X, Instagram, YouTube a LinkedIn.

#### Mobilní aplikace
Mobilní aplikace ČSÚ nabízí aktuální statistická data a další zajímavosti ze světa statistiky. Aplikace je k dispozici zdarma na  Google Play a App Store.

#### EduStat
Stránka EduStat je vytvořená pro pedagogy, žáky a studenty, kterým poskytuje užitečná statistická data pro seminární práce a úkoly. Nabízí přehled aktuálních projektů a soutěží, zajímavé články, infografiky a vizualizace dat.  

#### Statistický geoportál
Nový způsob vizualizace statistických výstupů poskytuje platforma pro sdílení geograficky orientovaných statistických dat, analytických výstupů a služeb Statistický geoportál. Umožňuje zobrazení vybraných statistických ukazatelů či témat za určité území ve formě přehledných interaktivních map. Zaměřuje se na výsledky Sčítání 2021, ale obsahuje také vybrané ukazatele z demografické  a volební statistiky a Registru ekonomických subjektů. 

## Nezávislost
ČSÚ je nezávislý na vládě a politických stranách. Nestrannost úřadu je garantována tím, že ČSÚ se řídí relevantními zákony a dalšími právními předpisy. Zároveň ČSÚ uplatňuje odborná hlediska a používá vědecké metody práce. Při zjišťování i při zveřejňování statistických informací vždy postupuje tak, aby v žádném případě nebyla narušena objektivita informací.
ČSÚ respektuje rovný přístup všech uživatelů ke statistickým informacím. Nejdůležitější statistické informace z oblasti sociálního, ekonomického i demografického vývoje se zveřejňují v tzv. Rychlých informacích (HDP, inflace, průměrné mzdy, aj.). Kalendář s termíny zveřejnění jednotlivých Rychlých informací na daný rok je publikován vždy na podzim roku předcházejícího. Ostatní statistické informace ve formě publikací, analýz a časových řad jsou zveřejňovány podle termínů uvedených v Katalogu produktů, který je veřejnosti k dispozici na webových stránkách ČSÚ vždy koncem listopadu s informace o produktech pro rok následující. Všichni uživatelé tak mají přístup k novým informacím ve stejnou dobu. Rovněž rozsah zveřejněných informací je pro všechny uživatele totožný.

## Vedení

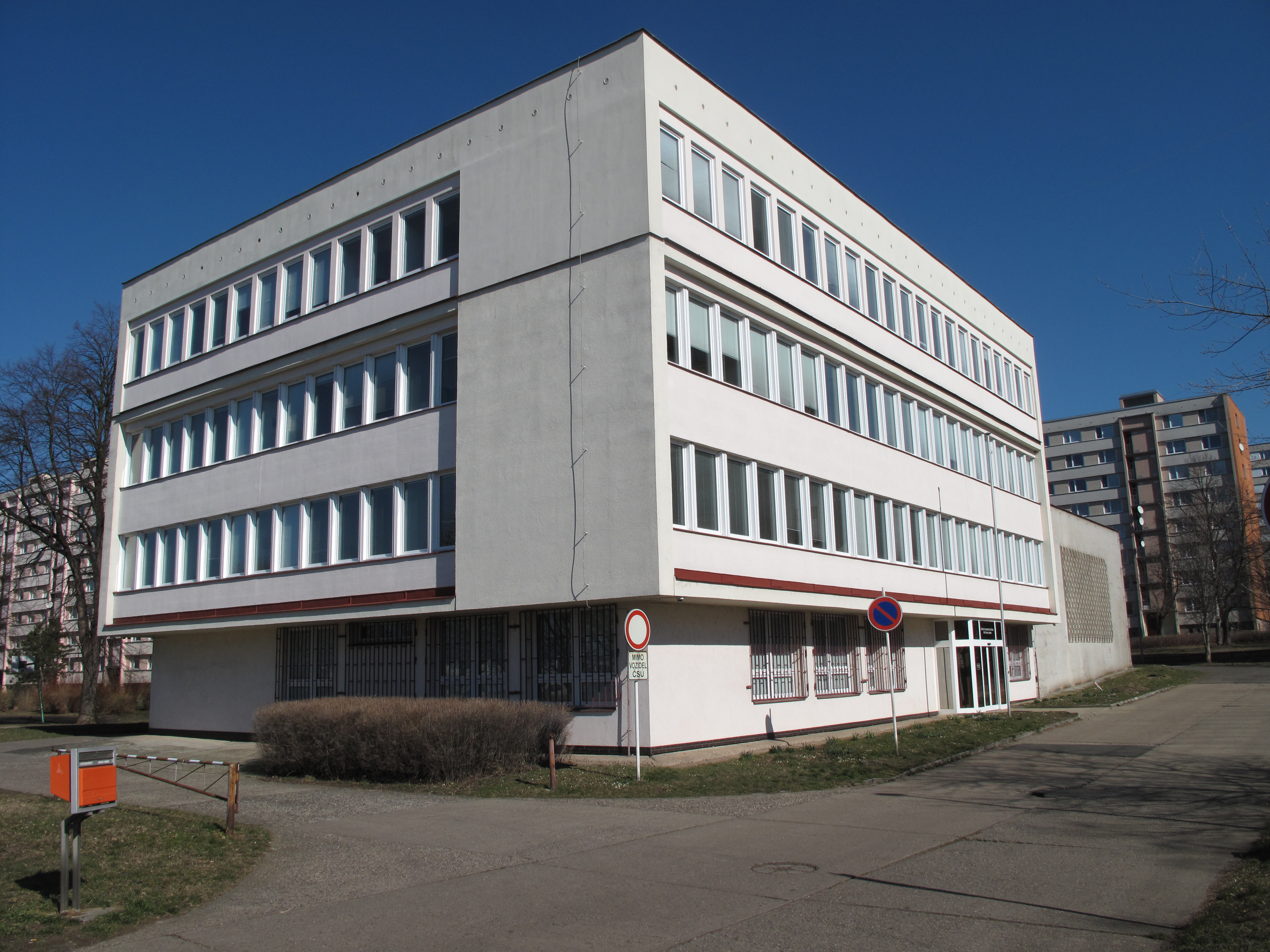
Budova krajské správy v Ústí nad Labem na Severní Terase

V čele ČSÚ stojí předseda, kterého jmenuje na návrh vlády prezident republiky. Předseda ČSÚ jmenuje své zástupce – místopředsedy.
ČSÚ zřizuje jako svůj poradní orgán Českou statistickou radu, v jejímž čele je předseda ČSÚ.
K poradním orgánům předsedy ČSÚ náleží Porada vedení a Kolegium.
- Porada vedení se zabývá jak zásadními otázkami činnosti ČSÚ, tak otázkami operativního řízení úřadu, zajišťováním a plněním jeho aktuálních úkolů.
- Kolegium projednává především koncepční materiály ze sféry státní statistické služby vyplývající z působnosti Českého statistického úřadu, každoroční náplň programu statistických zjišťování a další úkoly, o kterých rozhoduje předseda ČSÚ.

Od září 2010 do prosince 2017 byla předsedkyní Českého statistického úřadu prof. Ing. Iva Ritschelová, CSc. V srpnu 2017 se místopředsedkyní stala Ing. Eva Krumpová. Ve funkci nahradila Ing. Romana Bechtolda, který se vrátil na místo ředitele Krajské správy ČSÚ v Ústí nad Labem. Ing. Roman Bechtold byl místopředsedou ČSÚ od 1. září 2016. Ve funkci nahradil Ing. Evu Bartoňovou, která byla místopředsedkyní ČSÚ od února 2014. Před ní vykonával funkci místopředsedy Ing. Stanislav Drápal, který se začátkem roku 2014 po více než 35 letech práce v ČSÚ rozhodl odejít do důchodu.
V březnu 2018 byl předsedou Českého statistického úřadu jmenován dosavadní místopředseda Ing. Marek Rojíček, Ph.D., který zastával funkci místopředsedy ČSÚ od dubna 2014. S platností od 1. dubna 2018 je místopředsedou úřadu jmenován dosavadní ředitel sekce makroekonomických statistik doc. Ing. Jaroslav Sixta, Ph.D. Pozici první místopředsedkyně zastává Ing. Eva Krumpová.

## Historie
Samotný počátek organizované statistiky v Českých zemích je datován již rokem 1856. Od roku 1873 fungovala statistická kancelář jako samostatné pracoviště financované z podpory zemského sněmu, o rok později začala systematicky zveřejňovat každoroční statistické zprávy tiskem.
V průběhu devadesátých let 19. století byly podávány požadavky přeměnit statistickou kancelář na zemský úřad. To vycházelo z potřeby statistických údajů zejména pro orgány zemské samosprávy. Dne 6. března 1897 vznikl Zemský statistický úřad pro Království české. Jeho součástí byla Statistická komise jako poradní orgán a dále také Statistická kancelář zastupující výkonnou složku, která opět prováděla sběr údajů a vytvářela z nich statistická data.
Počátky vzniku organizované statistické služby v Československu se datují od 28. ledna 1919, kdy Národní shromáždění Československé republiky schválilo zákon o statistické službě (č. 49/1919 Sb.z. n. „o organizaci statistické služby“). Zákon vymezoval nově ustavený statistický úřad jako státní instituci se svými právy a povinnostmi.

## Historický přehled předsedů statistických úřadů
| 1858–1861 | Leopold Brdiczka      | přednosta | neplacená čestná funkce |
| 1861–1867 | prof. Dr. E. A. Jonák | přednosta | neplacená čestná funkce |
| 1867–1897 | Dr. Karel Kořistka    | přednosta | neplacená čestná funkce |

| 1897–1905      | Dr. Karel Kořistka   | přednosta          |                                  |
| 1.11.1905–1919 | Dr. Dobroslav Krejčí | zástupce přednosty | funkce přednosty nebyla obsazena |

| 1898–1925 | Karl Berthold | přednosta |

| 1919–1920          | Dr. Dobroslav Krejčí     | předseda             | rezignace 3. 2. 1920        |
| 1920–1929          | prof. Dr. František Weyr | předseda (prezident) | funkce prezident od r. 1926 |
| 1929–1939 (březen) | Dr. Jan Auerhan          | prezident            |                             |
| 1939–1941          | Dr. Antonín Boháč        | viceprezident        |                             |
| 1941–1945          | A. Oberschall            | náměstek             | německé vedení              |
|                    | H. Wirth                 | něm. komisař         | německé vedení              |

| 1945–1961 | Dr. František Fajfr | předseda |

| 1961–1966 | Pavol Majling | ministr-předseda |

| 1967–1981 | Ing. Jan Kazimour     | předseda |
| 1981–1989 | Ing. Vladimír Mička   | předseda |
| 1990–1992 | Ing. Ivan Šujan, CSc. | předseda |

| 1969–1987 | Ing. Jiří Antoš                  | předseda    |                                                                                           |
| 1987–1989 | doc. Ing. Ladislav Říha          | předseda    | od 1. 4. 1987                                                                             |
| 1990–1993 | doc. Ing. Eduard Souček, CSc.    | předseda    |                                                                                           |
| 1993–1999 | Ing. Edvard Outrata              | předseda    | demise v únoru 1999                                                                       |
| 1999–2003 | doc. Ing. Marie Bohatá, CSc.     | předsedkyně |                                                                                           |
| 2003–2010 | Ing. Jan Fischer, CSc.           | předseda    | Od 9. dubna 2009 jmenován předsedou vlády ČR, v ČSÚ ho zastupoval Ing. Jiří Křovák, CSc.  |
| 2010–2017 | prof. Ing. Iva Ritschelová, CSc. | předsedkyně | Jmenována 27. července 2010, nastoupila 1. září 2010. Zemřela ve funkci 2. prosince 2017. |
| 2018–     | Ing. Marek Rojíček, Ph.D.        | předseda    | Jmenován 13. března 2018.                                                                 |

## Předsedové Slovenského štatistického úradu
| 1952–1953 | Karol Fajnor                    | předseda    |                                  |
| 1953–1959 | Pavol Marcely                   | předseda    |                                  |
| 1959–1960 | František Tupík                 | předseda    | Úřad zrušen vl. nař. č. 102/1960 |
| 1967–1971 | Miloš Hrušovský                 | předseda    |                                  |
| 1971–1989 | Ing. Jozef Kollár               | předseda    | od 14.12.1971                    |
| 1989–1994 | Ing. Rudolf Krč                 | předseda    |                                  |
| 1994–1999 | Ing. Štefan Condík              | předseda    |                                  |
| 1999–2007 | RNDr. Peter Mach                | předseda    |                                  |
| 2007–2016 | PhDr. Ľudmila Benkovičová, CSc. | předsedkyně |                                  |
| 2016      | Ing. Alexander Ballek           | předseda    | jmenován od 24. listopadu 2016   |